# بروس إلينجسن
بروس إلينجسن (بالإنجليزية: Bruce Ellingsen)‏ هو لاعب كرة قاعدة أمريكي، ولد في 26 أبريل 1949 في بوكاتيلو في الولايات المتحدة.

## وصلات خارجية
- بروس إلينجسن على موقعبيزبول رفرنس.كوم (الدوري الرئيسي) (الإنجليزية)
- بروس إلينجسن على موقعبيزبول رفرنس.كوم (الدوري الثانوي) (الإنجليزية)